# Remy Ze Meka
Remy Ze Meka é um político camaronês que serviu como Ministro da Defesa de 2004 a 2009.

## Biografia
Meka nasceu em 30 de janeiro de 1952 em Dja-et-Lobo e é de etnia fang. Ele é um ex-seminarista com doutorado em direito. Atuou como diretor da Gendarmaria Nacional Camaronesa e foi nomeado Ministro da Defesa em 9 de dezembro de 2004. A Jeune Afrique classificou Meka entre as "50 personalidades que representam Camarões" em 2008, por ser leal e ferrenho defensor do presidente Paul Biya. Em 30 de junho de 2009, Meka foi demitido e substituído por Edgar Alain Mebe Ngo'o. Em algum momento, serviu como Secretário-Geral do gabinete do Primeiro-Ministro.
Remy Ze Meka foi uma das figuras políticas de alto escalão implicadas na Opération Épervier e foi proibido de entrar nos Estados Unidos por suspeita de corrupção. Em 2019, matou três civis na remota aldeia de Nkol Metet enquanto dirigia em alta velocidade e embriagado. As autoridades regionais o mantiveram preso, temendo que moradores o linchassem.